# Christian Hjermind
Christian Hjermind (født 25. juli 1973 i København) er en tidligere venstrehåndet dansk professionel håndboldspiller. Fra 2020 til 2025 var han direktør i ligaklubben KIF Kolding.
Hjermind spillede håndbold for klubben HIK Håndbold, og var topscorer i håndboldligaen i 1995.
Han flyttede til udlandet og spillede for SG Flensburg-Handewitt i Tyskland og BM Ciudad Real i Spanien. Han vendte tilbage til danmark for at spille for KIF Kolding i 2003. Han spillede i fire sæsoner for KIF Kolding, og vandt to danske mesterskaber og to DHF's Landspokalturnering trofæer, før han flyttede tilbage til Ciudad Real i 2007.
Han repræsenterede landsholdet under EM i 2002, og vandt bronzemedaljer, under VM i 2003, EM i 2004, vandt en bronzemedalje, under VM i 2005.

## Efter spillerkarrieren
Hjermind blev i 2020 direktør i KIF Kolding, hvor han selv havde været spiller. Han blev fyret efter 2024-25 sæsonen, hvor KIF Kolding rykkede ned efter at være endt på sidstepladsen i grundspillet.

## Meritter
- Håndboldligaen: 2005, 2006
- DHF's Landspokalturnering: 2005, 2007